# Groot studiehuis van het volk
Het Groot studiehuis van het volk (Koreaans: 인민대학습당, Inmin Daehak Seupdang) is de nationale bibliotheek van de Democratische Volksrepubliek Korea (Noord-Korea),  gevestigd in de hoofdstad Pyongyang. Het gebouw staat op het Kim Il-sung plein bij de kade van de Taedong.

## Beschrijving
De bibliotheek is gebouwd in traditioneel Koreaanse stijl. De bouw duurde 21 maanden en het gebouw werd in 1982 geopend, ter ere van zeventigste verjaardag van de Noord-Koreaanse leider Kim Il-sung. De bibliotheek werd geopend als centrum voor het project intellectualisering van de samenleving en als 'heilige plek ter lering van alle mensen'.
De bibliotheek staat in het centrum van de hoofdstad. Naast de bibliotheek staan veel regeringsgebouw en andere overheidskantoren. Direct voor de bibliotheek is het enorme Kim Il-sung Plein - het derde grootste plein ter wereld - waar alle nationale festiviteiten plaatsvinden. Het gebouw vormt regelmatig de achtergrond voor belangrijke toespraken, militaire parades en goed geregisseerde evenementen ter ere van de nationale feestdagen.
Het gebouw heeft een totale grondoppervlakte van 100.000 m² en 600 kamers. Er is ruimte voor 30 miljoen boeken. waarvan 10.800 documenten en boeken, die door Kim Il-sung zijn geschreven. De boeken en andere objecten staan in een gesloten magazijn en zijn met speciale toestemming op te vragen. De bezoeker kan gebruikmaken van online en papieren catalogi. Als een boek te laat is, wordt de rappel gestuurd naar de werkgever van de lener, die de lener zal aanmoedigen om het boek terug te brengen."

## Afbeeldingen

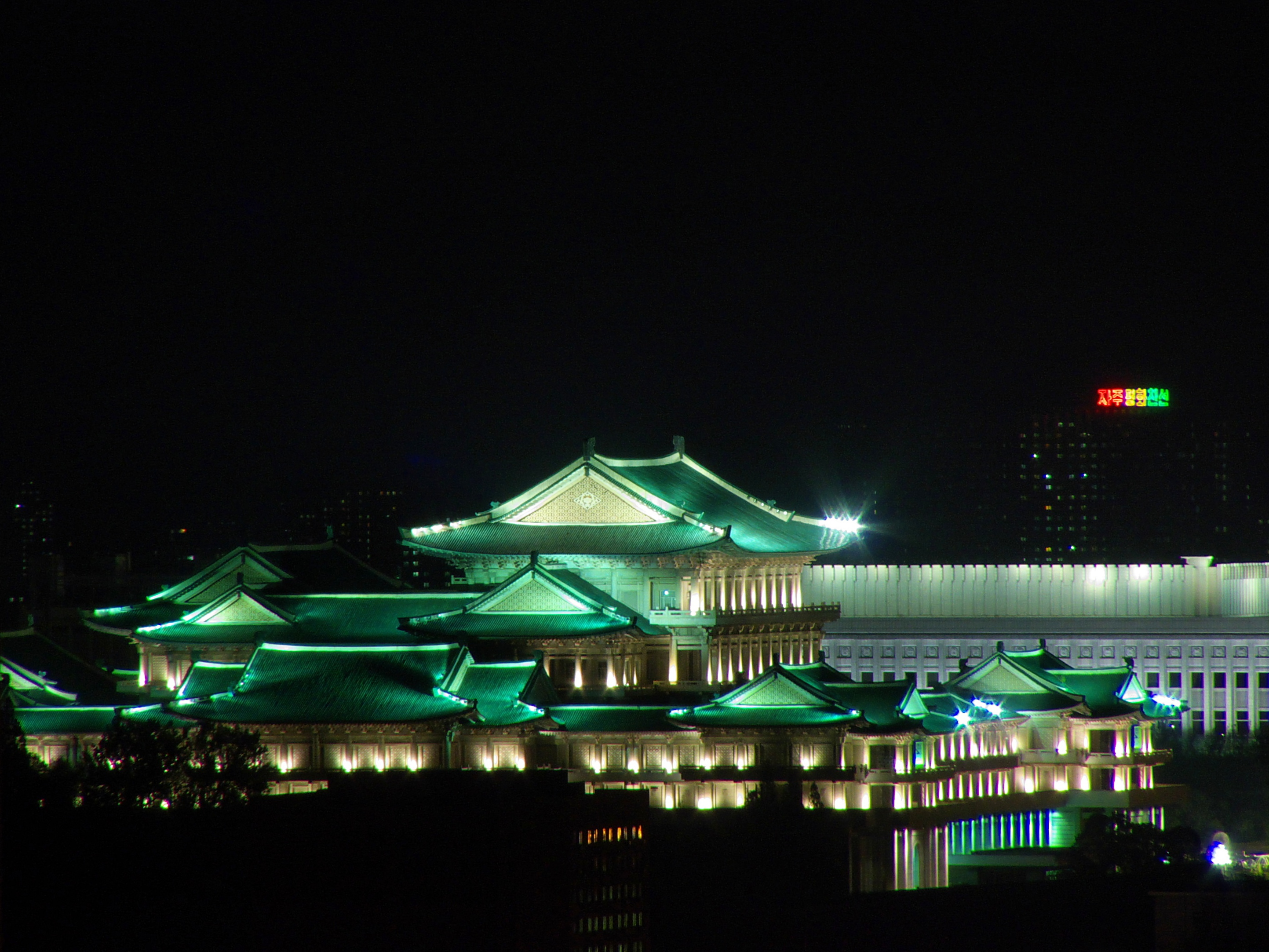
De bibliotheek 's avonds
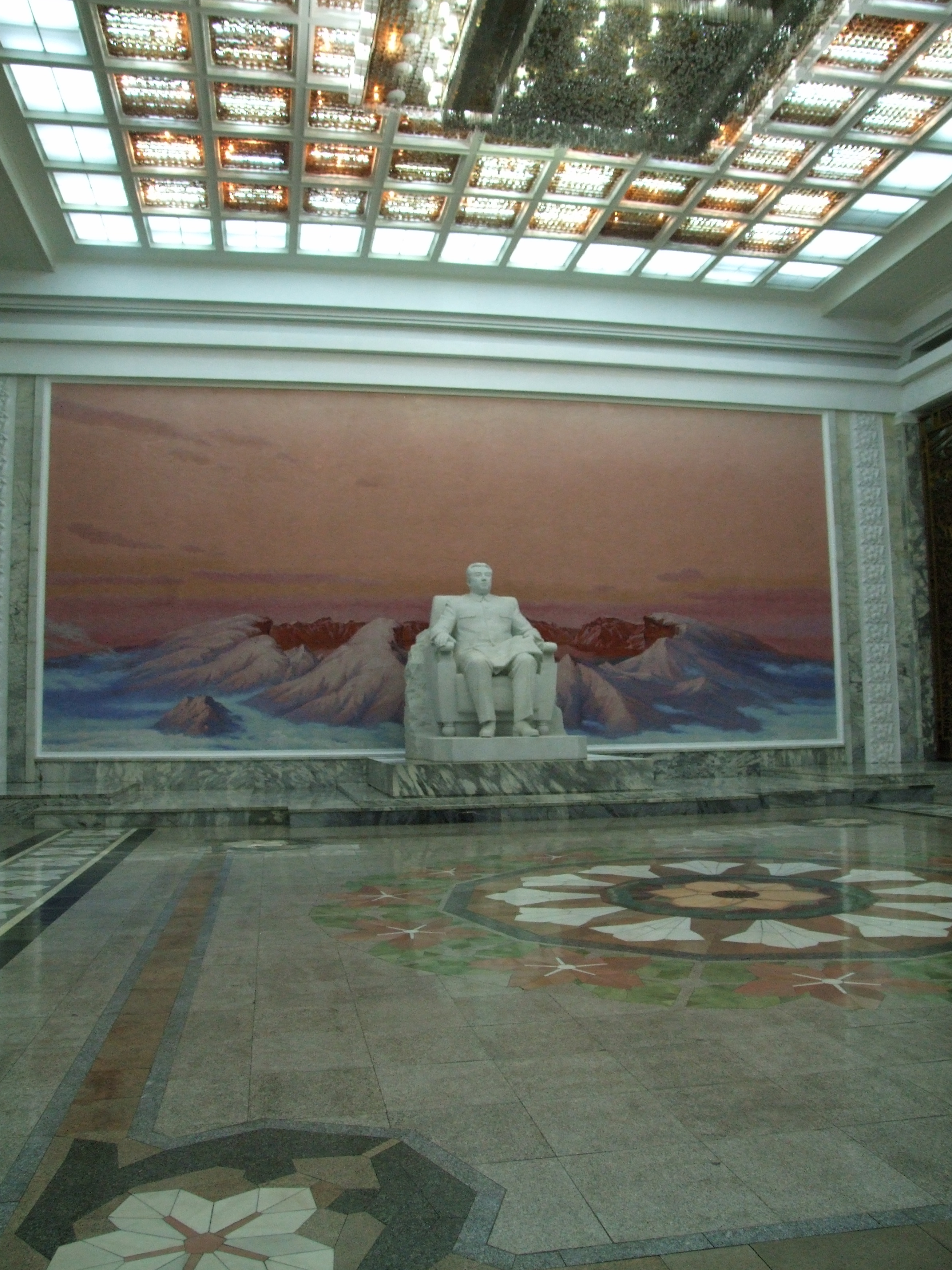
Ontvangsthal met Kim Il-sung standbeeld
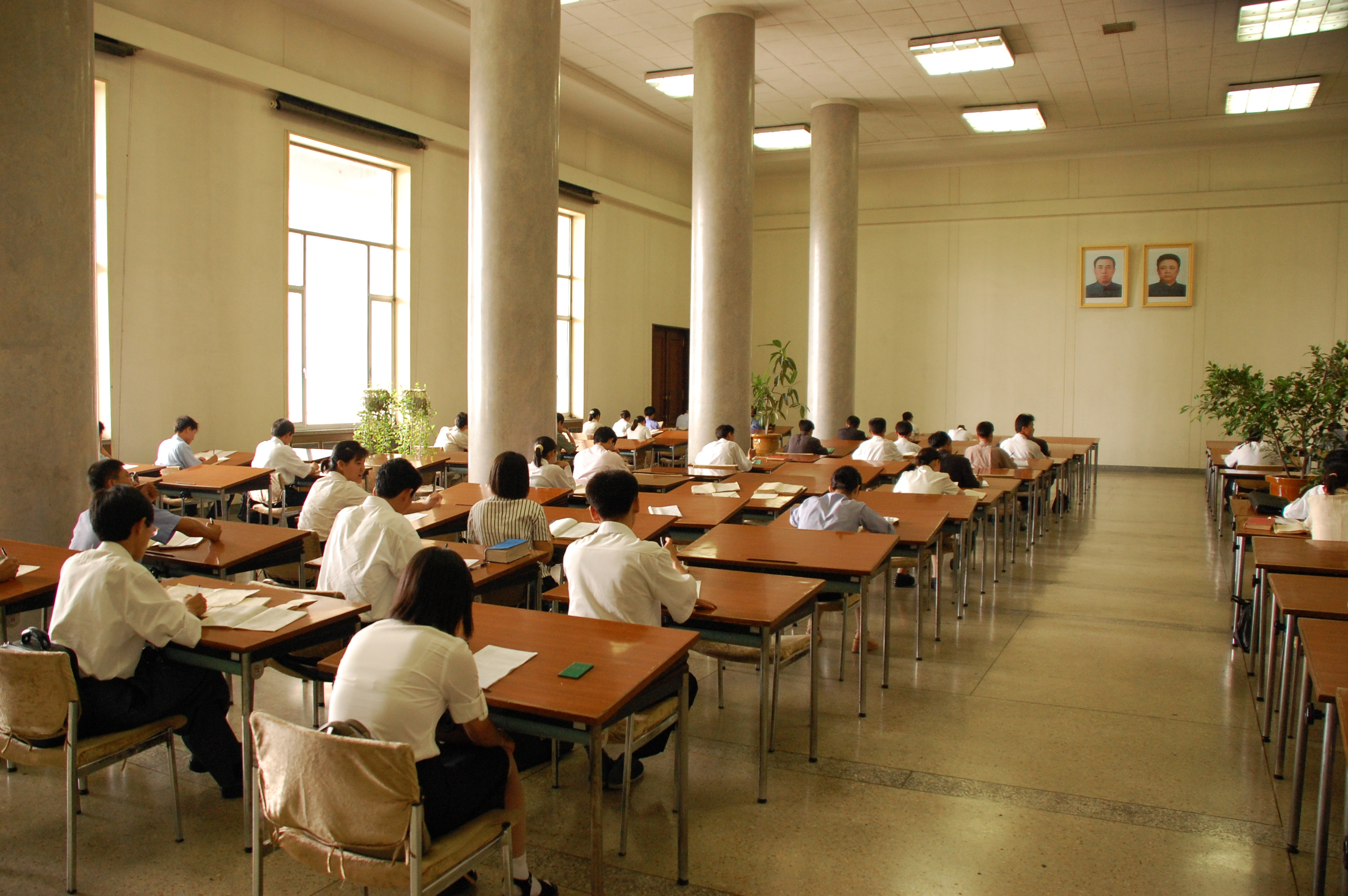
Leeszaal
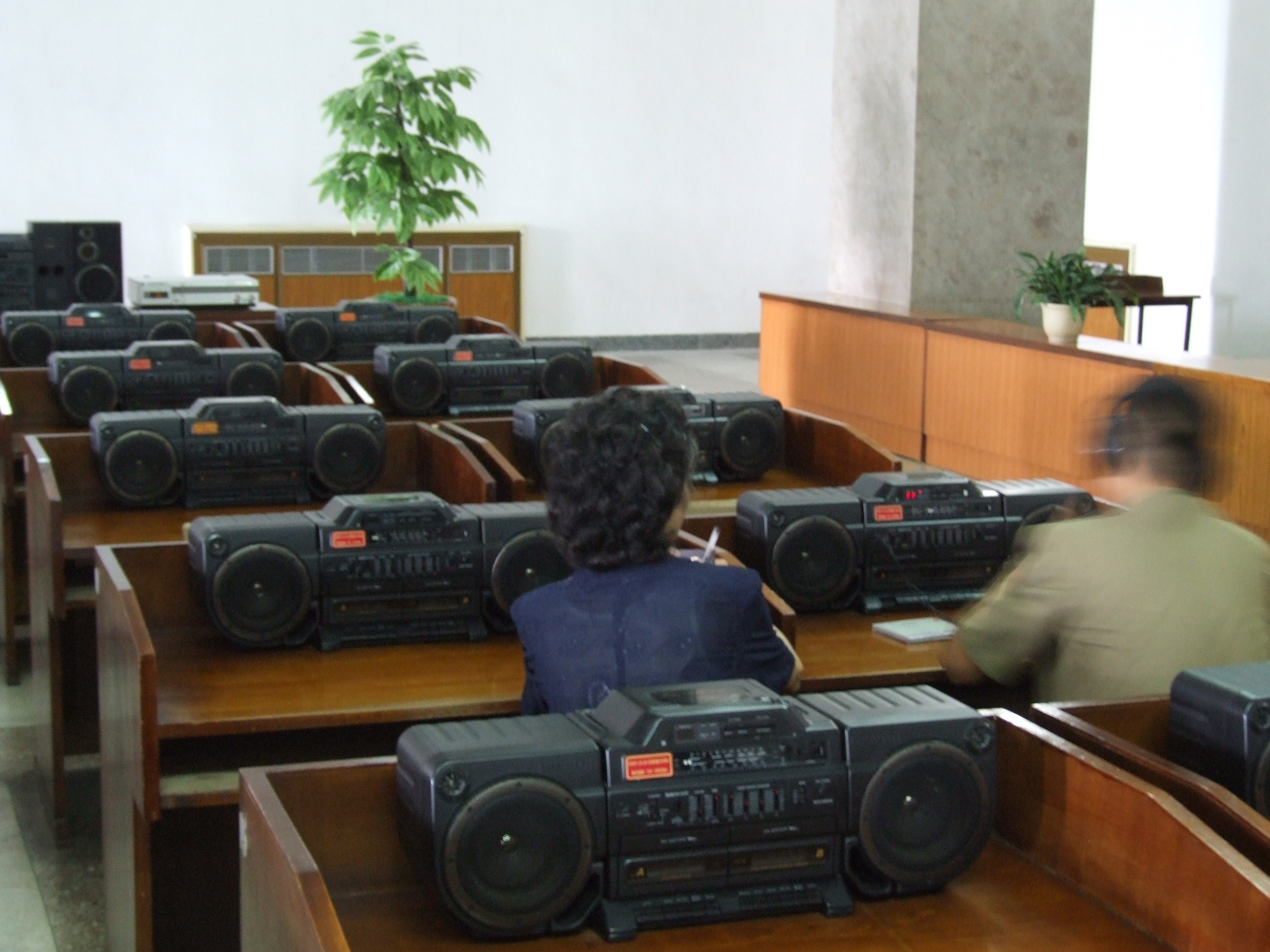
Audio- en videoruimte
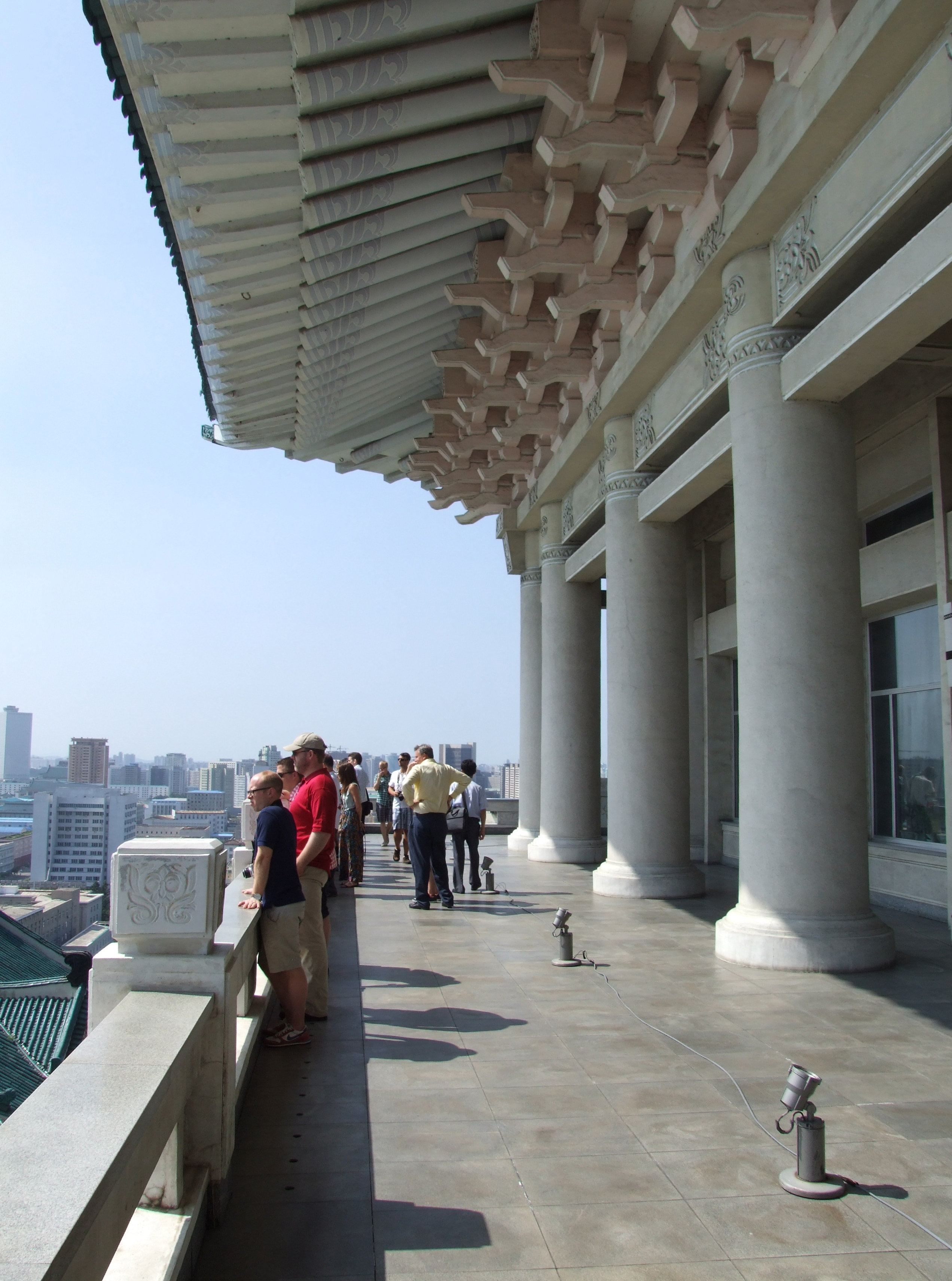
Balkon net onder het dak